# Ferenczi Magda
Ferenczi Magda (Kolozsvár, 1890. január 11. – Sztána, 1913. január 2.) erdélyi írónő. Ferenczi Zoltán irodalomtörténész lánya, Ferenczi Sári írónő testvére.

## Élete
A Képzőművészeti Egyetemen folytatott tanulmányokat. Súlyos tüdőbetegségére szanatóriumokban keresett gyógyulást. Egy ilyen szanatórium életének leírásával, a Fehér árnyékok (Bp., 1914) című regényével Akadémiai Díjat nyert. Maca című hosszabb elbeszélése ugyancsak kitűnő munka.

## Művei (posztumusz)
- Fehér árnyékok (regény, 1914)
- Maca (elbeszélés, 1916)

## Külső hivatkozások
- Magyar életrajzi lexikon I–IV. Főszerk. Kenyeres Ágnes. Budapest: Akadémiai.  1967–1994.